# Kasumi Ninja
Kasumi Ninja est un jeu vidéo de combat pour deux joueurs, développé par Hand Made Software et édité par Atari. Il est sorti en 1994 sur la plate-forme Jaguar.

## Équipe de développement
- Programmation : Peter Wiseman
- Producteurs : Jim Gregory, Ted Tahquechi
- Graphismes : Andrew M. Gavin, Andy Johnson, Martin Kilner
- Musique : Stephen Lord (en)
- Effets sonores : Jim Gregory, Stephen Lord, Ted Tahquechi

## Critique
- Joypad : 65 %[1]